# بیمارستان ابربارگود
بیمارستان ابربارگود (به انگلیسی: Aberbargoed Hospital) بیمارستانی سرویس سلامت همگانی (ان اچ اس) در بریتانیا است که در ۱۰ دسامبر ۱۹۰۹ میلادی ساخته شد و دارای ۲۲ تخت است.